# Koszutka
Koszutka (tiếng Đức: Kossutka) là một quận của Katowice. Nó có diện tích 1,38 km 2 và năm 2007 có 12.431 cư dân.